# Yoshinobu Regio
L'Yoshinobu Regio è una struttura geologica della superficie di 25143 Itokawa.